# Motore a sogliola

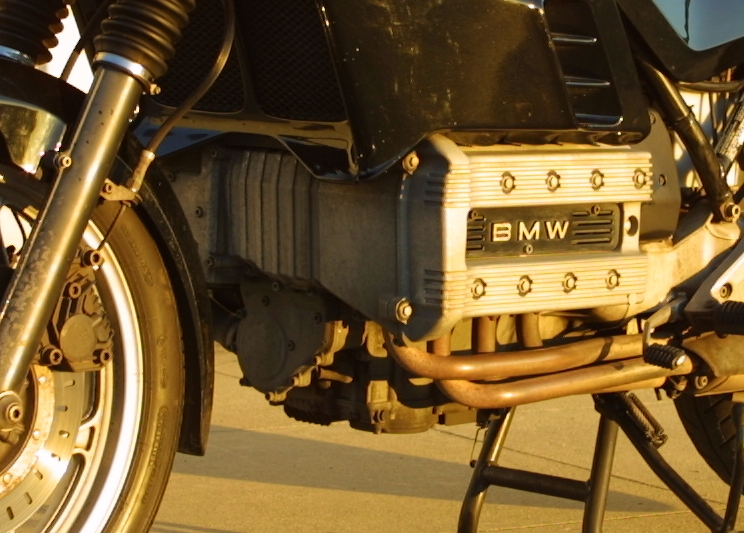
Motore a sogliola di una BMW K100

Si indica con il nome di motore a sogliola, quel motore automobilistico, motociclistico e per trazione ferroviaria con i cilindri in linea disposti paralleli al piano stradale e quindi quasi piatto o con i cilindri molto inclinati e quasi paralleli al suolo.

## Vantaggi
Questo motore avendo una configurazione piatta e parallela al suolo, riesce ad abbassare il baricentro rispetto al  bicilindrico a V, mantenendo gli stessi ingombri di un motore in linea; inoltre permette una disposizione tale da poter risparmiare più spazio e da avere un bagagliaio più grande.

## Applicazioni
Nel campo delle quattro ruote fu usato ad esempio nella Fiat 500 Giardiniera e nella Fiat 126 BIS  oltre che in alcuni autobus sempre di marca FIAT negli anni settanta (Fiat 343, 343L). Nel campo delle due ruote famosi sono quelli che equipaggiano alcuni modelli della BMW come le K 100, K 1100 LT e K 1200 LT.
Recentemente un motore di questo tipo, con 4 cilindri, è installato sulla Mercedes-Benz Classe A, che sfrutta la compattezza di questo motore.
Motori a sogliola sono montati anche su scafi per usi speciali, ogniqualvolta sia necessario non superare determinate soglie in altezza: in campo militare si può citare il BMP-3, mezzo russo che permette lo sbarco dell'equipaggio da portelloni siti sopra l'alloggiamento del motore, che se troppo sviluppato in altezza diventerebbe di notevole ostacolo.